# Prelude to a Kiss (opera teatrale)
Prelude to a Kiss è un'opera teatrale del drammaturgo statunitense Craig Lucas, debuttata a Costa Mesa nel 1988. Il titolo viene dall'omonima canzone di Duke Ellington del 1938. La pièce viene considerata il capolavoro di Lucas, è rimasta in scena a Broadway per oltre un anno ed è stata candidata al Premio Pulitzer per la drammaturgia e al Tony Award alla migliore opera teatrale. Usando uno scambio di corpi come espediente, la commedia, scritta nel pieno della crisi dell'AIDS, esplora la difficoltà di relazionarsi fisicamente con qualcuno quando questa intimità comporta dei rischi.

## Trama
Peter e Rita si incontrano e, pur non potendo essere più diversi si innamorano: Rita è socialista e non vuole avere figli, mentre Peter non desire niente di più che avere un bambino. A dispetto delle loro divergenze e del disappunto della famiglia di lei, Peter e Rita si sposano. Dopo le nozze amici e parenti celebrano gli sposi e, tra loro, anche un vecchio che nessuno conosce. Come da tradizione, l'uomo chiede di poter avere un bacio dalla sposa, ma quando Rita glielo concede lo sconosciuto ricambia con inaspettato trasporto ed entusiasmo. L'incedentie viene superato e gli sposini partono nel viaggio di nozze.
Durante la luna di miele in Jamaica, Peter nota dei cambiamenti in Rita, ma i suoi amici lo avvertono che è normale, che cose del genere succedono alle donne dopo il matrimonio. Ma Peter non è convinto, i cambiamenti di Rita sono troppo radicali: la donna, un tempo fervente socialista, è ora infastidita dalla povertà dell'isola caraibica e, cosa ancora più strana, ora desidera ardentemente un figlio. Quando i cambiamenti di Rita diventano troppi per passare inosservati, Peter si interroga sulla loro relazione, il fidanzamento e il matrimonio, ricordandosi del prolungato bacio dato alla moglie da un anziano sconosciuto. Così, interrogando la donna che crede essere Rita, Peter scopre la verità: con il bacio, il vecchio e la moglie si sono scambiati i corpi e ora nel corpo di Rita si trova l'anima dell'uomo e nel corpo del vecchio c'è invece l'essenza di Rita.
Superato il trauma iniziale, Peter si rimette alla ricerca del corpo del vecchio - che ora ospita lo spirito della moglie - e dopo averlo trovato decide di portarlo a casa e vivere con lui come se nulla fosse. Nel vecchio infatti ritrova le qualità e i pregi della Rita di cui si è innamorato, anche se in un involucro sgradevole ed estraneo: Peter, che non è omosessuale, rinuncia al sesso pur di convivere con Rita/il vecchio. Ma la relazione, inizialmente serena nonostante la bizzarria della situazione, degenera velocemente e Peter non riesce più a dormire, frustrato dal desiderio che non riesce mai a soddisfare. Il vecchio intanto, interappolato nel corpo di Rita, comincia a stancarsi della giovinezza e bell'aspetto del corpo che abita, anche perché comincia a mancargli l'amatissima figlia. Grazie all'aiuto della famiglia di Rita, il vecchio e la donna si scambiano nuovamente i corpi e Peter e la moglie possono riprendere la loro vita.

## Storia degli allestimenti
Prelude to a Kiss ha fatto il suo debutto al South Coast Repertory di Costa Mesa nel gennaio 1988, per la regia di Norman René. La pièce fu proposta quindi nell'Off Broadway dal febbraio 1990 e rimase in cartellone al Circle Repertory Theatre per 57 repliche fino al 19 aprile. René curava ancora la regia ed il cast comprendeva: Alec Baldwin (Peter), Mary-Louise Parker (Rita), Barnard Hughes (il Vecchio), Debra Monk (Mrs Boyle) e John Dossett (Taylor). La pièce ottenne recensioni molto positive e vinse quattro Obie Award, alla migliore opera teatrale, alla miglior regia (René), al miglior attore (Baldwin) e alla migliore attrice (Parker). La Parker vinse anche il Theatre World Award e la pièce fu candidata al New York Drama Critics' Circle.
Il 29 aprile dello stesso Prelude to a Kiss fu proposto a Broadway, con la prima fissata per il 1 maggio 1990. Ancora una volta, la pièce fu un successo e rimase in cartellone all'Helen Hayes Theatre per 440 repliche, oltre un anno prima di chiudere 19 maggio 1991. René curava ancora la regia e l'intero cast dell'Off Broadway tornò a ricoprire i rispettivi ruoli, con l'eccezione di Baldwin che fu sostituito da Timothy Hutton per esigenze contrattuali. Allo scadere dei loro contratti, Hutton fu sostituito da John Dossett e Steve Guttenberg, Mary-Louise Parker da Ashley Crow e Barnard Hughes da John Randolph. Le recensioni furuono ancora una volta positive, anche se la critica italiana osservò una certa mancanza di emotività nella pièce e Repubblica preferì l'interpretazione di Baldwin a quella di Hutton, ritenendo il primo più passionale e il secondo troppo razionale.
Nel 2007 la commedia è stata riproposta a Broadway, in scena all'American Airlines Theatre per la regia di Daniel Sullivan e le scenografie di Santo Loquasto. Alan Tudyk interpretava Peter, Annie Parisse ricopriva il ruolo di Rita, John Mahoney vestiva i panni del Vecchio e Robin Bartlett recitava invece nei panni di Mrs Boyle. Il revival non fu altrettanto apprezzato da pubblico e critica, rimanendo in scena per sole 61 rappresentazioni dall'8 marzo al 29 aprile 2007.

## Adattamento cinematografico
Nel 1992 Norman René ha diretto anche l'adattamento cinematografico del film, intitolato Doppia anima in italiano, in cui Alec Baldwin tornò a ricoprire il ruolo di Peter accanto alla Rita di Meg Ryan.